# گوردال توسون
گوردال توسون (انگلیسی: Gürdal Tosun; ۱۴ مارس ۱۹۶۷ – ۳۰ اوت ۲۰۰۰) بازیگر تئاتر، و بازیگر تلویزیون اهل ترکیه بود. وی بین سال‌های ۱۹۸۷ تا ۲۰۰۰ میلادی فعالیت می‌کرد.